# Пань Юэ
Пань Юэ́ (кит. 潘岳, пиньинь Pān Yuè; 247—300) — китайский государственный деятель и поэт времен Западной Цзинь, один из ведущих представителей поэтического течения Тайкан-те[неизвестный термин].

## Биография
Происходил из влиятельной чиновничьей семьи Пань. Родился в уезде Чжунму. Его дед Господин Цзинь был тайшоу округа Аньпин (в современной провинции Хэбэй) в эпоху Восточной Хань, а его отец Пань Пи служил нэйши округа Ланье (в современной провинции Шаньдун).
В юности проявились незаурядные способности к обучению и литературный талант. В родные получил прозвищу «странный подросток».
С конца 260-х Пань Юэ находился при дворе императора У-ди. Занимал высокие должности в центральном административном аппарате. В 266 году отбыл в столицу империи в Лоян и служил как помощник в Ведомстве общественных работ. В 278 году на некоторое перебирается в семейное имение. В 282 году возглавил уезд Мэнсянь. В 287 году назначен на должность цензора Императорского совета. В то же время он стал одним из лидеров придворной поэтической группы «Двадцать четыре друга». Известно, что поклонниками поэтического дара Пань Юэ был лично император и члены его семьи.
После смерти У-ди Пань Юэ, сославшись на слабое здоровье, в 290 году подал в отставку и 5 лет прожил отшельником. Возвращение в 295 году до политической жизни, на первых порах привело его стремительного возвышения. Впрочем в 300 году во время войны восьми князей был обвинен в заговоре и казнен.

## Творчество
В активе 15 стихотворений-ши (с циклами), 12 полных текстов и 10 фрагментов од-фу.
Лирика Пань Юэ по тематике и своему настроению напоминает творчество Лу Цзи. Его лирический герой тоже находится в состоянии внутренней опустошенности и депрессии. Пань Юэ в отличие от Лу Цзи интересуют не столько причинами такого душевного надрыва, сколько деталями и нюансами его переживаний. Наиболее значимым является цикл-триптих «Дао ван ши» («Скучаю об умершей жене»).
Оды Пань Юэ можно разделить на три основные тематические группы: «классические» оды-панегирики, посвященные воспеванию правящего режима через описание официальных ритуальных и придворных церемоний и победных военных кампаний («Ода о пахание императорского поля», «Ода о охоте на фазанов», «Ода о походе на запад»; оды на любовные темы («Ода о скорбь по умершей женой», «Ода о вдову»; произведения личностного характера («Ода о осенний настрой», «Ода о думы относительно прежних времен». Им свойственны мотивы разочарования в служебной карьере и ощущение собственного одиночества, дополненные сентенциями в адрес верхов, неспособных наладить дела властвования, сетованиями на личные жизненные и служебные неурядицы, воспевание радостей бытия вне суетного мира.
Творчество Пань Юэ продолжает тематическую линию «поэзии полей и садов» (тянь-юань ши) и является предвестником лирики Тао Юаньмина.